# Операція «И» та інші пригоди Шурика
«Операція „И“ та інші пригоди Шурика» (рос. «Операция «Ы» и другие приключения Шурика») — російська радянська кінокомедія 1965 року режисера Леоніда Гайдая. Складається з трьох частин: «Напарник», «Омана» й «Операція „И“». Одна з найвідоміших радянських стрічок.

## Сюжет
Основою сюжету є пригоди Шурика (Сашка) — наївного студента, що постійно потрапляє в усілякі курйозні ситуації, але завжди виходить з них переможцем. У новелі «Операція И» також задіяно тріо комічних антигероїв-шахраїв — Балбеса (Ю. Нікулін), Боягуза (Г. Віцин) і Бувалого (Є. Моргунов) з короткометражних фільмів Гайдая «Пес Барбос і незвичайний крос» і «Самогонники».
Фільм мав великий успіх і став лідером прокату кінофільмів у СРСР в 1965 році (69,6 мільйонів глядачів). На фестивалі короткометражних фільмів в Кракові 1965 року новела «Омана» ("Наваждение") була відзначена головним призом — «Срібним драконом Вавеля».

### «Напарник»
Дія новели розгортається на будівництві. Туди потрапляє дорослий хуліган Федя, який отримав 15 діб адміністративного арешту за бійку в автобусі. Постраждалим у цій бійці виявився Шурик, який «здав» Федю міліції і підробляє на тому ж самому будівництві. Не знаючи про складні взаємостосунки героїв, виконроб Павло Степанович ставить їх у пару і відтоді Федя робить все, щоб помститися Шурику за своє нещодавнє приниження. Однак спритний студент дає своєму напарникові рішучу відсіч: то замотає його у шматок шпалер, то стягне його одяг з душової… У фіналі битви Шурик проводить з Федьком роз'яснювальну роботу — «пригощає» його різкою, вимовивши фразу, яка стала крилатою:
 Треба, Федю, треба! (рос. Надо, Федя, надо!) 
Наступного дня Федя готовий відправитися на будь-яку іншу роботу, але на нього призначений персональний наряд на всі 15 діб — знову до Шурика. Ледь побачивши Шурика, Федя непритомніє.

### «Омана»
У політехнічному інституті триває екзаменаційна сесія. У героя не виявляється необхідних лекцій для підготовки, і шукаючи матеріал у всіх знайомих, знаходить його у незнайомої студентки. Разом вони захоплені читанням конспекту і не дивляться один одному у вічі. Дівчина впевнена, що готується до іспиту разом зі своєю подругою і не підозрює, що провела весь день з незнайомим чоловіком.
Після іспиту друг Шурика Петя знайомить його з Лідою — тією самою студенткою, і між ними відразу виникає симпатія. Опинившись в гостях у Ліди, Шурик раптом розуміє, що тут, в чужій квартирі, йому знайомо все — предмети, звуки, запахи і т. д. Ліда і Шурик проводять науковий експеримент на предмет виявлення у Шурика парапсихологічних здібностей. Цей експеримент закінчується поцілунком.

### «Операція „И“»
В останній новелі Шурик підміняє господарку квартири, бабусю — божу кульбабу на посту сторожа торгової бази. Однак герой не знає, що цієї ночі готується масштабне пограбування. Обікрадений завідувач бази наймає трійцю шахраїв — Боягуза, Бовдура і Бувалого, щоб ті інсценували крадіжку зі зламом і тим самим врятували його від ревізії. Однак ретельно продумана і відрепетована операція зривається через відважного та сміливого Шурика.

## Процес створення
- Запуск у виробництво: 19 травня 1964 року
- Початок зйомок: 27 липня 1964 року
- Закінчення зйомок 3 квітня 1965 року
- Закінчення виробництва: 23 квітня 1965 року
- Світова кінофестивальна прем'єра і початок кінопрокату в СРСР: 16 серпня 1965 року

Після успіху свого попереднього фільму «Ділові люди» режисер Леонід Гайдай вирішив зняти фільм за оригінальним сценарієм на сучасну тему. З безлічі варіантів він вибрав сценарій кінокомедії під назвою «несерйозно історії», написаний двома авторами: Яковом Костюковським і Морісом Слобідським. Початковий варіант складався з двох новел, головним героєм яких був студент Владик Арьков — інтелігент-очкарик, який потрапляв в різні комічні ситуації і з честю з них виходив. У першій новелі він перевиховував похмурого і неосвіченого персонажа, а в другій влаштовувався репетитором і готував до вступу в інститут телепня Ілюшу.
25 березня 1964 року у Другому творчому об'єднанні кіностудії «Мосфільм» було схвалено літературний сценарій «Несерйозних історій» і дано «добро» на його запуск в режисерську розробку. Леонід Гайдай разом з Костюковським і Слобідським почав його переробку, і в результаті сюжети новел змінилися і набули основу, знайому по фільму. У першій новелі («Напарник») Владик перевиховує неробу-хулігана на будівництві, у другій («Мара») — під час екзаменаційної сесії закохується в дівчину Ліду.
Оскільки двох новел для повнометражного фільму було недостатньо, було прийнято рішення придумати третю. Гайдай вирішує зіштовхнути в ній нового героя з колишньою трійцею — Боягузом, Балбесом і Бувалим. Після місяця напруженої роботи на світло з'явилася «Операція „И“», в якій Владику належало викрити розкрадачів соціалістичної власності.
З 1 червня 1964 року почалися кінопроби акторів на головні й епізодичні ролі. Найскладнішими виявилися пошуки виконавця Владика, якого цензори попросили замінити іншим ім'ям, побачивши аналогію з ім'ям Леніна. Гайдай погодився і переглянув понад сотню кандидатів, серед яких були:
- Олег Відов,
- Всеволод Абдулов,
- Віталій Соломін,
- Євген Петросян,
- Сергій Никоненко,
- Євген Жариков,
- Геннадій Корольков,
- Іван Бортник,
- Валерій Носик,
- Олександр Збруєв.

Велися переговори і з Андрієм Мироновим.

В результаті художня рада студії зупинився на кандидатурі Валерія Носика, хоча сам Гайдай сумнівався. Випадково побачивши фотографію молодого актора Олександра Дем'яненка, Гайдай відправився 11 липня до Ленінграду на особисті переговори. Обидва залишилися задоволені один одним. Потім актор згадував:
Я як прочитав сценарій «Операції „И“», зрозумів, що фільм приречений на успіх. Нічого подібного в нашому кіно тоді не було.
- Олександр Дем'яненко
У фільмі Валерій Носик все ж знявся — він зіграв епізодичну роль студента на іспиті, а в ролі неспокійної дівчинки Олени з новели «Операція „И“» знялася дочка поета Петра Градова і сестра актора Андрія Градова Тетяна. На роль дармоїда Феді Гайдай спочатку запросив Михайла Пуговкіна, але після двотижневих роздумів той вирішив за краще взятись за роль виконроба на будівництві, пославшись на невідповідні зріст і комплекцію.
Після фільмів «Пес Барбос і незвичайний крос» і «Самогонники» Гайдай припинив творчу співпрацю з композитором Микитою Богословським. З фільму «Операція „И“ та інші пригоди Шурика» почалася спільна робота з Олександром Зацепіним, тоді ще маловідомим композитором. Згодом жоден відомий фільм Леоніда Гайдая не обходився без музики і пісень цього композитора.
У 1965 році фірмою «Мелодія» була видана грамплатівка, що містить п'ять п'єс Олександра Зацепіна з кінофільму: «Після іспитів», «Зустріч», «Дикун», «Ринок» і «Прогулянка на автобусі».

### Зйомки
- Фільм знімався в Ленінграді, в Москві (в павільйонах кіностудії «Мосфільм», в районі Свіблово і в районі МДУ), а також в Ялті та Одесі.

- Більшість жартівливих сцен були придумані під час зйомок самими акторами. Так, Юрій Нікулін придумав сцену, де Шурик «ранить» його героя (Бовдура) рапірою, і з його грудей тече «кров» (насправді — червоне вино). Сцена зі скелетом, що клацає зубами, також була імпровізацією Нікуліна.

- Коли Федя «замуровує» Шурика, встромляє в цегляну кладку гілочку і знімає кепку, звучить не музика Олександра Зацепіна, — лунають кілька тактів «Сугубої єктенії» з Демественної літургії op. 79 Олександра Гречанінова у відомому записі хору Миколи Афонського. Не впізнати солюючий бас Федора Шаляпіна неможливо.

- Леонід Гайдай був призваний в армію у 1942 році і спочатку служив в Монголії, де об'їжджав коней для фронту. Одного разу в частину приїхав воєнком для набору поповнення в діючу армію. На питання офіцера: «Хто в артилерію?» — Гайдай відповів: «Я!» Так само він відповідав на інші питання: «Хто в кавалерію?», «У флот?», «У розвідку?», чим викликав невдоволення начальника. «Та почекайте ви, Гайдай! — сказав воєнком. — Дайте оголосити весь список». Гайдай адаптував цей випадок для новели «Напарник».

- Всупереч чуткам, персонажа, який виголошував фразу: «Оголосіть весь список, будь ласка», — зіграв не сам Гайдай, а непрофесійний актор, любитель зніматися в масовках, слюсар за професією Олег Скворцов.

- На початку сцени з мухою та газетою Шурик згортає в трубочку газету «Известия» (№ 234 від 30 вересня 1964 року), в якій видно заголовок «Ненависть до фашизму». Цією фразою названо публікацію витягу з автобіографії Чарлі Чапліна. Газета, якою Шурик б'є Федю по обличчю — «Правда», в якій видно заголовок «Демонстрація могутності та єдності».

## Пам'ять
- У травні 2012 року в Краснодарі перед будівлею Політехнічного університету було відкрито пам'ятник Шурику і Ліді.[5]
- Пам'ятник Шурику і Ліді є і в Москві, біля входу в будівлю Московського економічного інституту в Текстильник.[6]
- 2012 року у Тольятті на сходинках головного корпусу ТДУ встановлено скульптуру «Студент, що поспішає на заняття». У місті вона більше відома як «Шурик».[7]
- У 2015 році у дворі Рязанського державного університету ім. Єсеніна (РГУ ім. Єсеніна) відкрили пам'ятник студентам, на якому зображені Шурик і Ліда, які читають на лавці.

## Релізи

### (VHS; без реставрації)
У 1980-ті роки в СРСР фільм почав випускатися відеокомпанією «Відеопрограма Держкіно СРСР» на відеокасетах в системі SECAM та без реставрації. З 1990 року в СРСР і в Росії фільм випущений на відеокасетах кіновідеооб'єднання «Крупний план», та у 1995—1999 роках спільно з компанією «ВідеоМир», також без реставрації зі звуком Hi-Fi Stereo і в системі PAL.

### (DVD\Blu-ray; з повною реставрацією зображення та звуку)
Фільм повністю відреставровано і перевипущено на DVD та Blu-ray кіновідеооб'єднанням «Крупний план» у цифровій і високій якості зображення та звуку. Воно перевипущено в системі звуку Dolby Digital 5.1, Dolby Digital 1.0, DTS HD 5.1 з російськими субтитрами та з додатковими матеріалами.

## У ролях
- Олександр Дем'яненко — Шурик
- Олексій Смірнов — здоровань Федір / покупець на базарі
- Михайло Пуговкін — Павло Степанович, виконроб БМУ-61
- Наталія Селезньова — Ліда, студентка
- Людмила Ковалець — Іра, подруга Ліди, яка заснула в трамваї
- Володимир Раутбарт — професор
- Віктор Павлов — Дуб, студент з прихованою рацією
- Віктор Зозулін — Костя, радіолюбитель
- Зоя Федорова — тітка Зоя, сусідка Ліди
- Сергій Жирнов — Петя, приятель Шурика
- Юрій Нікулін — Бовдур
- Георгій Віцин — Боягуз
- Євген Моргунов — Бувалий
- Володимир Владиславський — директор бази
- Марія Кравчуновська — Марія Іванівна, сторож торгової бази
- Таня Градова — Оленка, онука Марії Іванівни
- Еммануїл Геллер

### Гонорари
- Леонід Гайдай — 2375 крб., плюс 1500 крб. за співавторство у написанні сценарію;
- Олександр Дем'яненко — 3376 крб.;
- Олексій Смірнов — 875 крб.;
- Михайло Пуговкін — 875 крб.;
- Наталія Селезньова — 450 крб.;
- Георгій Віцин — 1620 крб.;
- Юрій Нікулін — 1620 крб.;
- Євген Моргунов — 810 крб.

## Переклад
- Українського дубляжу фільму не існує.
- З огляду на те, що у сучасній українській абетці літера «ы» відсутня, «Ы» у назві мусили замінити в дослівному перекладі на «И». У фільмі персонаж Юрія Нікуліна («Бельбас») вимовляє звук [ɨ] («Ы» — «чтоб никто не догадался»). Цей типовий для російської мови звук має лише приблизну схожість з українським [ɪ], який позначає літера «и».

## Цікаві факти
- Сцена, в якій Шурик чекає автобус під зливою, знімалася біля будинку 5/2 по Комсомольському проспекту, на невеликому бульварі, який йде від проспекту до Фрунзенської набережної. Автобуси з цього бульвару ніколи не ходили — зупинка бутафорна. На задньому плані видно Церкву Святого Миколая в Хамовниках.
- Автобус, в якому Шурик побився з Федею — ЗІЛ-158. Зараз такий автобус наявний в колекції Музею пасажирського транспорту Москви. Епізод, де під час бійки Шурика з Федею автобус мотає по вулиці, знімали на Комсомольському проспекті, в районі, де нині знаходиться Московський палац молоді.
- Студенти інституту пишуть на дверях та на підлозі термодинамічні рівняння. Сторінка конспекту, який читають Шурик і Ліда, в одному випадку містить текст, що описує принцип дії вольтметра, а в іншому — види механічних деформацій.
- Шурик і дівчина їдуть на трамваї Tatra T3 з бортовим номером 530. Цей вагон відносився до однієї з перших партій цих трамваїв: на відміну від більш пізніх «Татр» він мав лише двоє дверей. Даний трамвайний вагон був приписаний до Трамвайного депо імені Баумана, знімали цей момент в 1-му Сільськогосподарському проїзді. Також в кадр потрапив трамвай МТВ-82А в типовому забарвленні (зі спадаючою червоною рискою). Знімали цей епізод в районі Площі Боротьби, трамвай йде Перуновським провулком.
- Перед зйомками Гайдай навмисно сказав Селезньовій: «Фігура у тебе не дуже». У відповідь на це та розлютилася: «Це у мене фігура не дуже?!» і, скинувши сарафан, залишилась в одному купальнику. В результаті у фільмі її героїня роздяглася настільки природно, що цензори не побачили в цьому нічого поганого.
- Сцени на Зареченському колгоспному ринку знімали на Тишинському ринку в Москві.
- В реальному житті Наталія Селезньова була вище Олександра Дем'яненка на десять сантиметрів, і операторам довелося докласти чимало зусиль, щоб в кадрі цього не було помітно.
- Епізод, в якому собака тікає від кішки — монтаж. Оператори просто переставили кадри того епізоду, де тікає кішка.
- В іншому фільмі Леоніда Гайдая «Не може бути!» в новелі «Весільна пригода» фігурує одна з порцелянових кішок, на яких тренується Боягуз.
- Сцена торгу в сараї (фрази «Ви нас не знаєте, і ми вас не знаємо», «Ваші умови», пропозиція 330 замість 300) скопійована зі сцени торгу коменданта Московського Кремля з контрреволюціонером із фільму «Ленін у 1918 році».
- У фільмі змінюється номерний знак на мотоколясці Бувалого. Новий номер має лише одну літеру Д. Такі номери видавалися дипломатичним автомобілям; в цьому і полягав гумор.

## Помилки у фільмі
- Шурик, чекаючи автобус, промокає до нитки під дощем. Коли ж він їде у автобусі, куртка на ньому майже суха.
- Під час автобусної бійки у Шурика з вікна вилітає книга, а у Феді — кепка. Під час допиту у відділку міліції кепка і книга перебувають у своїх господарів.
- Коли Шурик вперше зустрічає Федора на будівництві, то на його штанях видно слід від діжки, в яку він повинен був сісти.
- В сцені гонитви Феді за Шуриком дірки на штанях Феді змінюють розмір. Пізніше Федя повністю ховає кепку у кишеню. Однак у наступних кадрах кепка наполовину витягнута з кишені.
- У Феді годинник на шкіряному ремінці. Однак після крадіжки Шуриком одягу Феді залишається годинник з металічним браслетом.
- У душовій Шурик залишає праву сандалю. В наступному кадрі вона стає лівою.
- Шурик втискає в шматок ковбаси чотири таблетки снодійного, однак до ніг собаки падає ковбаса з п'ятьма таблетками.
- В сцені на ринку персонаж Нікуліна висипає гроші зі скарбнички собі за пазуху. Згодом вони падають вниз з-під куртки через дірку в кишені.
- Під час бійки Бовдур штовхає ногою тачанку, яка зіштовхнувшись з автомобільною покришкою, повертається назад. В наступному кадрі покришка зникає.